# 李力群
李力群（1920年12月26日—2020年4月6日），女，汉族，江苏睢宁人。中国共产党党员，中华人民共和国教育部原学生管理司顾问、东北育才学校首任校长，是第四届全国人大代表、第五届政协委员。

## 生平
1920年12月，出生于江苏省睢宁县，后就读于徐州女子师范学校。七七事变后，李力群与同学走上街头，参加抗日救国运动。因受其二叔李毅民（中共党员）的介绍与影响，年仅17岁的李力群在收到时任中共北方局军委书记和组织部长朱瑞书写给时任驻西安八路军办事处主任林伯渠的关于李力群的介绍信后，其与几位同学一同离开徐州女子师范学校，先与驻西安八路军办事处主任的林伯渠取得联系后，转赴延安参加革命。
1937年12月，在西安八路军办事处学习。1938年5月，赴延安陕北公学学习。期间于同年7月加入中国共产党。1939年10月，毕业后被分配任职陕甘宁边区党委秘书处秘书。1940年元旦，经毛泽东介绍，李力群与陕甘宁边区创始人之一的高岗结婚，后又任职柳林区宣传科长、妇联主任和区委副书记。
1945年，中共中央调高岗去东北创建根据地，李力群随之调往东北展开工作，后于1947年1月起先后任中共松江省委妇女部部长秘书，东北第一育才小学校校长，中共中央东北局妇委委员、东北妇联执行委员、东北总工会执行委员等职务。1953年4月，在中央人民政府教育部小学教育司任职。
高岗事件发生后，高岗于1954年8月17日服过量安眠药自杀身亡。之后，周恩来总理关照过李力群的生活，并对她说：“你现在是从天上掉到地下，可能以后人家会不理你，你要坚强些，要跟党走，把孩子抚养好。”毛泽东指示中组部：“高岗的子女由组织抚养。”李力群回忆：“毛主席当时规定，按每个月每个孩子40元的标准发放生活费。这40元的生活费比一般干部都高啊。还配给了一个炊事员、一个司机、一个四合院。”李力群被从教育部调到中央人民政府劳动部培训司工作，这期间，彭德怀和林彪曾派人看望，之后又先后在劳动部调配局。李力群时隔多年后回忆：“因为劳动部部长原来是高岗的部下，总理认为他能照顾我，后来发现他并没有，还把我的行政级别从11级降为13级，于是又指示将我下放到教育部五七干校。”
文革期间，李力群被周恩来安排到五七干校以躲避冲击，后在毛泽东、周恩来指示下被调回北京，按照高岗在世时的级别去挑选房子，把分散在全国各地的她的几个孩子（含高岗原配的孩子）全部调回北京来，之前停发的生活费、工资全部补发。1971年12月起先后在北京图书馆、国务院科教组（原教育部）学生管理司工作，曾任教育部学生管理司办公室主任、顾问，1974年当选第四届全国人大代表、1977年为第五届全国政协委员。1981年十一届六中全会上，李力群正式恢复了级别。一说，1983年8月离休。一说，1987年李力群正司局级离职休养，按副部级享受医疗待遇。
从2010年开始，东北育才小学每年都会为李力群祝寿。2018年12月26日，最后一次寿宴上，育才小学还为李力群播放了她的个人传记短片。2020年4月6日，21时37分因病在北京逝世，享年100岁。

## 高岗事件余音
李力群离休后为解决高岗蒙冤问题，写过《紧密团结在毛泽东周围——高岗与七大》、《建立巩固的东北根据地——东北解放战争时期的高岗》等文章上书中共中央，每一屆中共中央領導上任，她都要寫信申述高崗問題。
其实早在文革結束之後，就致力為丈夫平反，據她自述，時任中共中央組織部長胡耀邦對她說：「高崗是黨內問題，不是反黨、反毛主席，有錯誤，犯了自由主義。」但因為鄧小平、陳雲等人反對而無果。
1999年3月，高岗秘书赵家梁上书中共中央，认为“高岗反党问题，是我党在建国后的第一个冤假错案，应该得到纠正”，建议“重新审查高岗反党问题”。2002年，中共中央政治局常委、中央书记处书记曾庆红派中组部副部长李铁林和审干局局长赵恩洲以及中组部老干部局处长吴卫新看望李力群。李铁林告诉她：请你耐心等待，这件事要调查研究写报告给中央。我留个电话，你有什么问题和困难可找他们。
2004年6月初，中组部副部长赵洪祝和中纪委副书记张惠新代表中共中央看望李力群，赵洪祝说：党中央对重新审理高岗的问题很重视，组织力量用了3年左右的时间，查阅各个历史时期的500多份档案资料，对高岗同志一生有了更多的、新的认识。高岗同志为党和国家做了大量的工作，对西北、东北根据地的创建及建国之初的抗美援朝做出了很多贡献。听到赵洪祝称呼“高岗同志”，李力群激动落泪。赵洪祝还说：1955年的决议还不易纠正，因为现在党内还有不同意见，时机还未到，你要耐心等待。
最近幾年，中共官方對高崗的態度有所調整，重修高崗墓碑，允許出版《高崗傳》，對民間相關紀念活動不干預，中國央視播放的紀錄片《習仲勛》數次提到高崗。李力群還應邀參加紀念習仲勛誕辰100周年座談會。不過，中共官方始終未為高崗恢復「同志」身份。